# Palpomyia elogoni
Palpomyia elogoni är en tvåvingeart som beskrevs av John William Scott Macfie 1939. Palpomyia elogoni ingår i släktet Palpomyia och familjen svidknott.
Artens utbredningsområde är Kenya. Inga underarter finns listade i Catalogue of Life.